# Madison Anderson
Madison Anderson Berríos (Phoenix, 10 novembre 1995) è una modella portoricana, nota per essere stata la vincitrice di Miss Universo Porto Rico 2019 e la seconda classificata a Miss Universo 2019.

## Biografia
Anderson nasce il 10 novembre 1995 a Phoenix, in Arizona, da padre statunitense e madre portoricana. La famiglia trasclocò in Orlando quando le aveva tre mesi; successivamente, frequenterà la Dr. Phillips High School. Dopo il diploma, iniziano gli studi di design di moda e tessuti presso la Fashion Institute of Technology a New York. Contemporaneamente, studia marketing e pubbliche relazioni. In precedenza contribuì alla campagna contro gli abusi domestici verso le donne presso le isole di Saint Kitts e Nevis.

### Carriera
Inizia la sua carriera come modella all'età di quattordici anni, quando si posiziona al quinto posto del Miss Florida Teen USA 2014. Successivamente, vinse il diritto di rappresentare il Porto Rico alla Top Model of the World 2015 dove si posizionò in quinta posizione. Nel 2016 vince titolo di il Miss Grand Puerto Rico, grazie al quale può partecipare al Miss Grand International: la sua avventura finisce al quarto posto.
Dopo una breve pausa, Anderson torna a sfilare in occasione del Miss Florida USA 2019, dove si posiziona in secondo posto preceduta da Nicolette Jennings. Successivamente partecipa al Miss Universo Porto Rico 2019 come rappresentante della città di Toa Baja: finisce la competizione in testa alla classifica, seguita da Kiara Ortega. Grazie a questa vittoria, Anderson poté partecipare al Miss Universo 2019 dove si classifica in seconda posizione, eguagliando il piazzamento migliore del Porto Rico: un secondo posto di Cynthia Olavarría nel 2005.